# Stazione di Montepaone-Montauro
La stazione di Montepaone-Montauro è una stazione ferroviaria nel territorio comunale di Montepaone sulla ferrovia Jonica nella tratta Catanzaro Lido - Monasterace inaugurato il 20 maggio 1875.
I paesi serviti sono i centri abitati di Montepaone, Montauro e Gasperina.
La stazione è stata trasformata in fermata nel 2002 con il taglio del binario di incrocio.

## Movimento

### Trasporto regionale
La stazione è servita da treni regionali che collegano Montepaone-Montauro con: 
- Catanzaro Lido
- Reggio Calabria Centrale
- Lamezia Terme Centrale (via Catanzaro Lido)
- Locri

I treni del trasporto regionale vengono effettuati con ALn 663, ALn 668 in singolo e doppio elemento, dal 2015 in graduale dismissione in favore dei treni ATR.220 Swing e, dal 2023, dei nuovi ibridi Hitachi Blues.